# لوکاس سیورینو
لوکاس سیورینو (به [] Error: {{Lang-xx}}: فاقد متن (راهنما)) بازیکن فوتبال در پست مهاجم اهل برزیل است که در شهر ریبرآ پرتو و در تاریخ ۳ ژانویهٔ ۱۹۷۹ به دنیا آمده‌است.

## باشگاهی
لوکاس سیورینو در تیم‌های فوتبال اتلتیکو پارانائنزه، رن، کروزیرو، کورینتیانس و باشگاه فوتبال توکیو سابقهٔ حضور دارد.

## تیم ملی
این بازیکن همچنین در سال، ۲۰۰۰ ۱۴ بار برای، Brazil U-23 به میدان رفته‌است و طی این مدت ۳ گل به ثمر رسانده‌است.